# Bartolomeo Gilardoni
Bartolomeo Gilardoni às vezes soletrado Girandoni  (13 de novembro de 1729 Cortina d'Ampezzo, Itália — 1799 (70 anos) Viena, Áustria), foi um relojoeiro e inventor italiano com cidadania austro-húngara.

## Biografia
Ele era um relojoeiro de precisão e é mais lembrado por ter inventado o rifle de repetição de ar comprimido, batizado como "Rifle de ar Gilardoni".
Em 1779 (pouco antes de sua morte), ele presenteou o imperador da Áustria com um protótipo de rifle de repetição (Sćiòpo a vento Gilardoni), capaz de disparar 20 balas em poucos segundos. O exército imperial austro-húngaro encomendou duas mil cópias.
Este "sćiòpo a vento" ("rifle de ar") pesava mais de 4 kg, disparava até 20 balas sem recarregar a uma velocidade de cerca de 300 metros por segundo, ainda eficaz a 100 metros de distância. Também era bastante popular porque produzia relativamente pouco ruído, nenhuma fumaça ou chamas e tinha pouco recuo. A arma estava equipada com tanques de ar comprimido intercambiáveis.
A sua eficácia (especialmente no que se refere à rápida repetição do tiro) é demonstrada pela ordem napoleônica de atirar em quem for encontrado em posse desta arma.